# Marckolsheim
 Marckolsheim (en alsacià Màrkelse) és un municipi francès, situat a la regió del Gran Est, al departament del Baix Rin. L'any 1999 tenia 4.130 habitants.
Forma part del cantó de Sélestat, del districte de Sélestat-Erstein i de la Comunitat de comunes del Ried de Marckolsheim.

## Demografia
| 1962  | 1968  | 1975  | 1982  | 1990  | 1999  |
| ----- | ----- | ----- | ----- | ----- | ----- |
| 2.029 | 3.328 | 2.779 | 3.124 | 3.306 | 3.614 |

## Administració
| Període   | Identitat                  | Partit |
| --------- | -------------------------- | ------ |
| 2001-2008 | Léon Siegel                |        |
| 2008-     | Frédéric Pfliegersdoerffer |        |

## Agermanaments
- Al Buga